# The Hedgehog Project
The Hedgehog Project（ザ・ヘッジホッグ・プロジェクト）は、タレントプロデュース、イベント企画などをする芸能事務所である。

## 概要
柴田智章(1984年7月5日 - )が代表を務める。

## 所属タレント
- 亀山遙
- 春日理緒

## かつて所属していたタレント
- 鈴湯
- 朝日奈蘭 (CHERRY-MIN)
- 上矢理加 (CHERRY-MIN)
- 宇田川侑利衣 (CHERRY-MIN)
- 宮本はるか (CHERRY-MIN)